# 小行星25609
小行星25609（25609 Bogantes）是一颗绕太阳运转的小行星，为主小行星带小行星。该小行星于2000年1月20日发现。

## 轨道参数
小行星25609的轨道半长轴为381 623 736 km，2.5509608 UA，离心率为0.099。